# Доня Река
Доня Река (хорв. Donja Reka) — населений пункт у Хорватії, у Загребській жупанії у складі міста Ястребарсько.

## Населення
Населення за даними перепису 2011 року становило 349 осіб.
Динаміка чисельності населення поселення:

## Клімат
Середня річна температура становить 10,36 °C, середня максимальна – 24,14 °C, а середня мінімальна – -5,80 °C. Середня річна кількість опадів – 1073 мм.
| Клімат поселення                              | Клімат поселення | Клімат поселення | Клімат поселення | Клімат поселення | Клімат поселення | Клімат поселення | Клімат поселення | Клімат поселення | Клімат поселення | Клімат поселення | Клімат поселення | Клімат поселення | Клімат поселення |
| Показник                                      | Січ.             | Лют.             | Бер.             | Квіт.            | Трав.            | Черв.            | Лип.             | Серп.            | Вер.             | Жовт.            | Лист.            | Груд.            |                  |
| Середній максимум, °C                         | 6,20             | 8,26             | 12,24            | 16,49            | 21,10            | 24,14            | 23,80            | 23,31            | 19,57            | 14,52            | 8,86             | 4,96             |                  |
| Середня температура, °C                       | 0,20             | 2,24             | 6,23             | 10,48            | 15,09            | 18,14            | 19,93            | 19,46            | 15,71            | 10,67            | 5,00             | 1,10             |                  |
| Середній мінімум, °C                          | −5,8             | −3,76            | 0,23             | 4,48             | 9,09             | 12,12            | 16,08            | 15,60            | 11,86            | 6,81             | 1,14             | −2,76            |                  |
| Норма опадів, мм                              | 56               | 58               | 73               | 83               | 89               | 115              | 103              | 103              | 104              | 104              | 105              | 80               |                  |
| Середньомісячна швидкість вітру, м/с          | 1.50             | 1.66             | 2.08             | 2.00             | 1.84             | 1.70             | 1.61             | 1.50             | 1.41             | 1.49             | 1.59             | 1.53             |                  |
| Середньомісячна сонячна радіація, кДж/м²·день | 4127             | 6843             | 10380            | 14833            | 18932            | 20758            | 21790            | 18747            | 13841            | 8622             | 4572             | 3338             |                  |
| --------------------------------------------- | ---------------- | ---------------- | ---------------- | ---------------- | ---------------- | ---------------- | ---------------- | ---------------- | ---------------- | ---------------- | ---------------- | ---------------- | ---------------- |
| Джерело:                                      |                  |                  |                  |                  |                  |                  |                  |                  |                  |                  |                  |                  |                  |